# Platanthère claviforme
Platanthera clavellata
Espèce
Synonymes
- Habenaria clavellata Michx.

Classification phylogénétique
La Platanthère claviforme (Platanthera clavellata) est une espèce de plantes à fleurs de la famille des Orchidaceae (les orchidées). Elle est originaire d'Amérique du Nord.

## Description

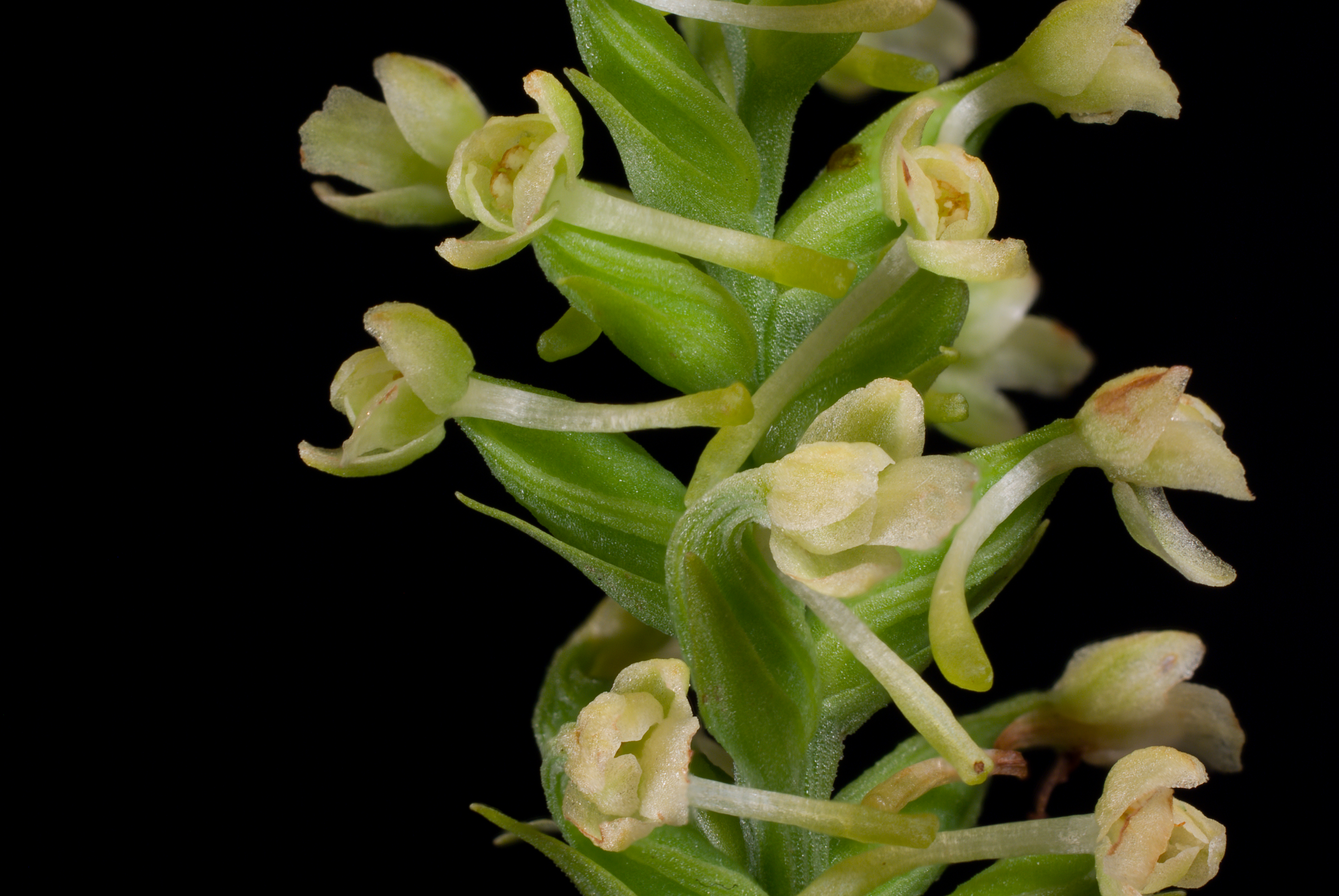
Détail des fleurs.

La tige non ramifiée, qui atteint de 10 à 45 cm, porte une ou deux feuilles près de la base, un épi terminal et de petites bractées entre les deux. Les feuilles mesurent 2-15 cm de long par 1-3,5 cm de large. Les petites fleurs, dont le nombre varie de 5 à 15, sont d'un blanc verdâtre. Elles portent un labelle tridenté et un long éperon latéral.

## Répartition et habitat
Amérique du Nord: Au Canada, elle est présente en Ontario, au Québec et dans les Maritimes. Aux États-Unis, elle pousse dans plusieurs états de l'est.
La Platanthère claviforme est une plante facultative des milieux humides. On la retrouve dans les bois humides, les marécages, les marais, les tourbières et sur les rives de cours d'eau.